# Vigar
Vigar es una empresa familiar española, dedicada a la fabricación y comercialización de objetos para el hogar, fundada por Vicent García. El nombre de la marca proviene del nombre y apellido de su fundador, por la fusión de las palabras "Vi" (Vicent) y "Gar" (García). Los productos Vigar podrían definirse como objetos de diseño que cumplen con un doble objetivo, ser funcionales y ser lúdicos al mismo tiempo.
En 2010, Vigar cuenta con unas instalaciones de 5.000 metros cuadrados en Gata de Gorgos (Alicante) donde trabajan 46 empleados, y una planta de producción en Ningho (China) de 6.000 metros cuadrados y 100 empleados. 

## Historia
Su historia se remonta a los años 50, cuando Vicent García comenzó fabricando y vendiendo en su propia casa, en la localidad de Jesús Pobre (Alicante-España), un único modelo de escoba utilizando como materia prima la palma y las cañas que recogía de los alrededores. 
En los años 70, la actividad crece y se funda lo que es ahora VIGAR. Con la entrada de su hijo mayor Felipe García en el negocio comienza una nueva etapa en la que se inicia la mecanización de los procesos de fabricación y la apertura a nuevos territorios nacionales.
En los 80, se incorpora el hijo menor de la familia, Vicent García, y la empresa decide apostar por nuevos materiales de fabricación como el plástico o el metal para sustituir a la palma y la caña utilizadas en los inicios. Los productos de la firma comienzan a estar disponibles en todo el mercado nacional y se inicia su exportación al extranjero.
En la década de los 90, el diseño comienza a tomar presencia en la fabricación y los productos Vigar empiezan a diferenciarse dentro de su sector como "objetos de diseño". La colección Beso Bandera es un claro ejemplo del cambio de estrategia de la firma, que desde el año 2000, se ha convertido en un icono de la marca.

## Distribución
La marca trabaja canales muy diversos, ya que comercializa a través de grandes distribuidores, distribuidores especializados y boutiques especializadas. Algunos de ellos son:
- Auchan
- Bals Tokyo
- B&Q
- Carrefour
- Castorama
- El Corte Inglés
- Homebase
- Galeries Lafayette
- Marks & Spencer
- Monoprix
- Rewe
- Woolworths
- quelecomprocanarias.com

## Presencia geográfica
- En 2007, Vigar recibió el Premio a la Exportación de la Cámara de Comercio de Alicante.

- En 2010, Vigar exporta a más de 44 países de todo el mundo, principalmente Europa, Estados Unidos, Canadá, Australia y Japón.